# Bundesautobahn 99a
De Eschenrieder Spange, ook wel A99a genoemd, is een verbindingstukje tussen de A8 bij Dreieck Eschenried en de A99 bij Dreieck München-Allach. Officieel behoort de weg tot de Bundesautobahn 99.
Deze snelweg bespaart het doorgaand verkeer van en naar de A99 de omweg via het Kreuz München-West. Alleen verkeer vanaf Stuttgart en vanaf München-Noord kan deze snelweg op en af.